# ليفاديا (ريثيمني)
ليفاديا (Λιβάδια) هي مدينة في ريثيمني في اليونان.